# My Number One
My Number One (срп. Мој број један) песма је грчке певачице Елене Папаризу. Представљала је Грчку на Песми Евровизије 2005. године, одржане у Кијеву, и по први пут Грчкој донела победу. Својом заразном мелодијом и емотивним текстом, врло брзо је постигла велики успех, а такође је била кључни део каријере Елене Папаризу.
Песма My Number One је значајна по томе што комбинује елементе традиционалне грчке музике у савременом оквиру плесне музике. У њеном аранжману се могу чути бузуки, грчки народни инструмент, и соло деоница са критском лиром, традиционалним инструментом са Крита. Текст песме описује захвалност певачице према свом љубавнику, који је слављен као њен број један и једино благо које ће икада имати.
Текстописци песме My Number One су Манос Псалтакис, Христос Дантис и Наталија Германоу, а продуцент је Христос Дантис.
Године 2022, британски лист The Independent је ставио ову песму на 30. место на листи најбољих песама које су победиле на Песми Евровизије у целокупној историји такмичења од њеног оснивања 1956. године.

## Песма Евровизије

### Избор песме за Песму Евровозије
Пре него што је наступила на Песми Евровизије, грчки национални емитер ЕРТ користио је интерни избор који је одабрао Елену Папаризу као извођачицу. Затим су композитори слали песме које би она изводила, међу којима су изабране четири (My Number One, OK, Let's Get Wild и The Light in Our Soul).
На грчком националном избору, јавност је имала прилику видети Елену Папаризу како изводи сваку од песама и гласати за своју омиљену путем телегласања, а посебни жири би одредио коју песму ће на крају послати на Песму Евровизије. Непосредно пре грчког националног избора, откривено је да је једна од песама The Light in Our Soul већ била објављена од стране уметника Биг Алис у Немачкој. Тиме су прекршена правила и та песма је морала бити дисквалификована, остављајући само три песме у конкуренцији. Рефрен победничке песме већ је постао химна за навијаче фудбалског клуба АЕК Атина.
Гласање за избор песме састојало се од телегласања и жирија. Занимљиво је поменути да је деветочлани жири садржао и, према њиховим речима, међу њима највећег експерта за Песму Евровизије, Жељка Јоксимовића. Телегласање је чинио 60% укупног гласања за песму, док је жири чинио 40%. На крају, My Number One је освојила укупно 66,47% гласова од телегласања и жирија и изабрана је да представља Грчку на Песми Евровизије 2005. године. Након што је песма изабрана, спот за песму је снимљен само у једном дану у Научном центру и технолошком музеју у Солуну.
Након што је песма изабрана, Елена Папаризу је кренула на промотивну турнеју по Европи. Посетила је више од 20 земаља током своје турнеје, певала у разним телевизијским емисијама и дала велики број интервјуа. Овај метод се показао популарним и користио га је велики број земаља у наредној 2006. години, укључујући и Грчку.
| № | Песма                 | Композитор / Текстописац                             | Проценат        | Пласман |
| - | --------------------- | ---------------------------------------------------- | --------------- | ------- |
| 1 | My Number One         | Манос Псалтакис / Христос Дантис / Наталија Германоу | 66.47%          | 1.      |
| 2 | OK                    | Христолулос Сиганос / Валентино                      | 24.55%          | 2.      |
| 3 | Let's Get Wild        | Дуглас Кар                                           | 8.98%           | 3.      |
| 3 | The Light in Our Soul | Костас Бигалис                                       | дисквалификован | /       |

## Позадина и композиција
Песму My Number One су написали су Манос Псалтакис, Христос Дантис и Наталија Германоу, а продуцирао ју је Дантис. Првобитно је композиција била приписана Дантису, међутим, у судском поступку који је покренуо музичар Манос Псалтакис, ауторска права су приписана и Псалтакису.
Убрзо након што је објављена песма My Number One, уследио је шведски албум који је садржао ту песму. Хелена Папаризоу је поновно издала свој први албум у Грчкој Protereotita, која је поновно садржала песму My Number One, а укључујући и друге песме које су биле у конкуренцији за преселекцију за Песму Евровизије. Продато је преко 90.000 примерака албума у Грчкој и сертификован је као двоструки платинасти албум.
Почетком 2006. године најављено је да ће песмама My Number One и Mambo! бити урађен ремикс и као такве ће бити објављене у Сједињеним Америчким Државама у оквиру издавачке куће Мода Рекордс. Дана 22. августа 2006. године, издат је макси ЦД је био пуштен у продају, а садржавао је 10 ремикса и оригиналну песму; додатно, ремикси су такође били доступни и као садржај за преузимање 4. јуна исте године.

## Спор око ауторских права
Непосредно након што је Хелена Папаризоу победила на Песми Евровизије, текстописац Манос Псалтакис је покренуо судски спор против Христоса Дантиса за кршење ауторских права у вези са музиком песме. Правна битка је трајала осам пуних година, да би на крају грчки суд пресудио у његову корист као законитом композитору песме My Number One, а против Христоса Дантиса, уметника који је до тада био навођен као главни композитор песме.
Као епилог, Манос Псалтакис се огласио на својим друштвеним мрежама, написавши следеће:
| „ | (Ово је) мега бомба. Јутрос, 12.09.2013, пресуда је била да је песма која је освојила прво место на Песми Евровизије 2005, My Number One, музичка композиција Маноса Псалтакиса (...) Данас је Давид други пут победио Голијата (...) | ” |

Двојица поменутих уметника су били пријатељи и дугогодишњи сарадници. Једини коментар Христоса Дантиса на ову тему је био:
| „ | Нисам обавештен по овом питању. Моја музика не може бити његова. Поштујем сваку одлуку суда; међутим, остајем резервисан (...) | ” |

## У медијима
- Године 2009, песма My Number One постала је доступна за преузимање за PlayStation 3 караоке игру Singstar. Претходно је била доступна у шведској верзији игре, али ово је био први пут да је постала доступна играчима широм Европе.
- У Србији је овај хит био изузетно прихваћен, чак и више од 15 година након извођења је присутан на журкама у ноћном проводу.[7][8][9]

## Препеване верзије
- Године 2006, хеви метал бенд Dream Evil снимио је хумористичку препевану верзију песме My Number One за свој албум Јунајтед.[10]

## Топ листа
| Листа (2005)              | Највиша позиција |
| ------------------------- | ---------------- |
| Eurochart Hot 100 Singles | 17               |
| Грчка                     | 1                |
| Румунија                  | 4                |
| Русија                    | 25               |
| Турска                    | 33               |

| Листа (2006) | Највиша позција |
| ------------ | --------------- |
| САД          | 25              |